# Simon Ratcliffe
Simon Ratcliffe (Davyhulme, 8 febbraio 1967) è un ex calciatore inglese, di ruolo difensore.

## Carriera

### Club
Tra il 1983 ed il 1987 gioca nelle giovanili del Manchester Utd, senza mai riuscire ad esordire in prima squadra (alla quale viene comunque aggregato sia nella stagione 1985-1986 che nella stagione 1986-1987). Nell'estate del 1987 viene ceduto al Norwich City, altro club della prima divisione inglese, con la cui maglia nella stagione 1987-1988 esordisce tra i professionisti; dopo una stagione e mezzo da riserva (9 presenze totali in prima divisione, tutte concentrate nella stagione 1987-1988), nella parte finale della stagione 1988-1989 viene ceduto al Brentford, club di terza divisione.
Con la maglia delle Bees nella stagione 1991-1992 vince il campionato, trascorrendo quindi la stagione 1992-1993 in seconda divisione; dal 1993 al 1995 gioca nuovamente in terza divisione con il Brentford, club che lascia al termine della stagione 1994-1995 dopo complessive 214 presenze e 14 reti in partite di campionato nell'arco di sei stagioni e mezzo.
Nell'estate del 1995 si accasa al Gillingham allenato da Tony Pulis, in quarta divisione; la sua prima stagione con il nuovo club si conclude con una promozione in terza divisione, categoria nella quale Ratcliffe gioca stabilmente da titolare anche nel biennio successivo. Lascia il Gillingham al termine della stagione 1997-1998 dopo complessive 10 reti in 105 partite di campionato, ritirandosi dal calcio professionistico all'età di 31 anni.
In carriera ha totalizzato complessivamente 328 presenze e 24 reti nei campionati della Football League, giocando peraltro in tutte e quattro le divisioni che ne facevano parte.

### Nazionale
Ha partecipato ai Mondiali Under-20 del 1985, nei quali ha giocato 3 partite.

## Palmarès

### Club

#### Competizioni nazionali
- Third Division: 1

Brentford: 1991-1992